# Волонго
Волонго (итал. Volongo) је насеље у Италији у округу Кремона, региону Ломбардија.
Према процени из 2011. у насељу је живело 537 становника. Насеље се налази на надморској висини од 44 м.

## Становништво
| 1936. | 1951. | 1961. | 1971. | 1981. | 1991. | 2001. | 2011. |
| ----- | ----- | ----- | ----- | ----- | ----- | ----- | ----- |
| 1.249 | 1.172 | 1.013 | 741   | 763   | 691   | 620   | 578   |